# 그림 없는 그림책
그림 없는 그림책은 안데르센의 연작 단편집이다.

## 내용
가난한 화가가 시골에서부터 큰 도회지의 비좁은 골목길의 어느 방을 얻어 이사해 왔다. 창 밖으로는 푸른 수풀과 언덕, 그리로 잔잔한 호수 대신 회색의 굴뚝 밖에 보이질 않고 누구 한 사람 말을 걸어오는 이도 없고 해서 그는 몹시 외로웠다. 그러한 때 문득 낯익은 얼굴을 들이밀어 위로해 준 것은 달이었다. 이 달은 매일 밤과 같이 좁디좁은 방 안을 찾아와서는 여러 곳에서 구경하고 온 것을 재미있게 들려 주곤 하였다. 그 이야기 가운데서 재미있는 것만 골라 써 놓은 것이 이 책이다. 그러한 전제로서 제1야(夜)로부터 제33야까지 짤막한 이야기가 펼쳐진다. 달이 보고 온 이야기인 만큼 그 범위는 전 세계에 걸쳐 있으며, 머나먼 인도와 중국·그린란드의 이야기가 있는가 하면, 스웨덴·프랑스·독일·이탈리아 등 유럽 여러 나라의 이야기들이 펼쳐진다.
빙산이나 오로라도 그 속에 끼어 있고 아프리카의 사막이 나오는가 하면 폼페이의 폐허나 아드리아 해도 무대가 되어 있다.

## 평가 및 감상
안데르센은 북유럽의 덴마크 사람인 만큼 그러한 먼 나라들과 유럽 가운데서도 훨씬 남쪽 나라에 대한 향수를 낭만과 시인의 동화답게 아름답고 투명한 환상으로 잘 그려내고 있다. 이야기의 소재도 풍부한데 예를 들면 인형을 잃어버린 계집아이의 슬픔, 비평가의 장난기, 유명한 조각가 트르발트의 유년 시절, 중국의 어느 중의 사랑, 해돋이를 향하여 시커먼 얼굴로 환호하는 굴뚝 소제하는 소년 이야기 및 미국으로 이사가는 농부의 가족들 등 몹시 다채롭다. 그 가운데는 중병임에도 불구하고 손님을 맞도록 자리에서 불러내어 억지로 화장을 시켜 창가에 앉은 채로 죽어가야 하는 목사의 딸과 같이 슬픈 이야기도 더러 있지만 대개는 사랑스럽고 아름다운 이야기로 채워져 있다. 전편을 통해 흐르는 어린이와 가난한 사람들에게 보내는 애정이 이 환상 속에 가장 아름답게 결정되어 있다.